# Petr Pavel

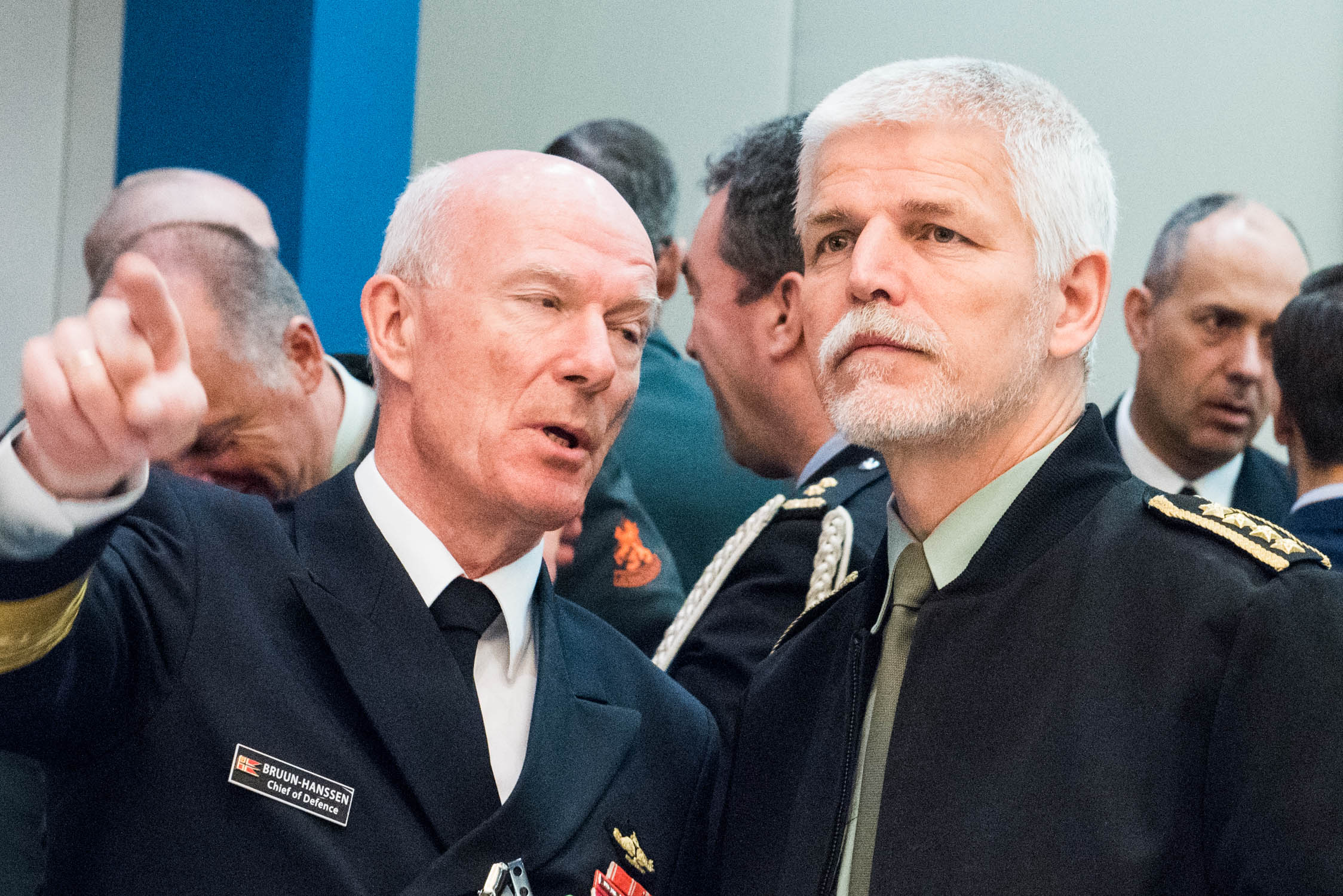
Haakon Bruun-Hanssen i Petr Pavel (2016)

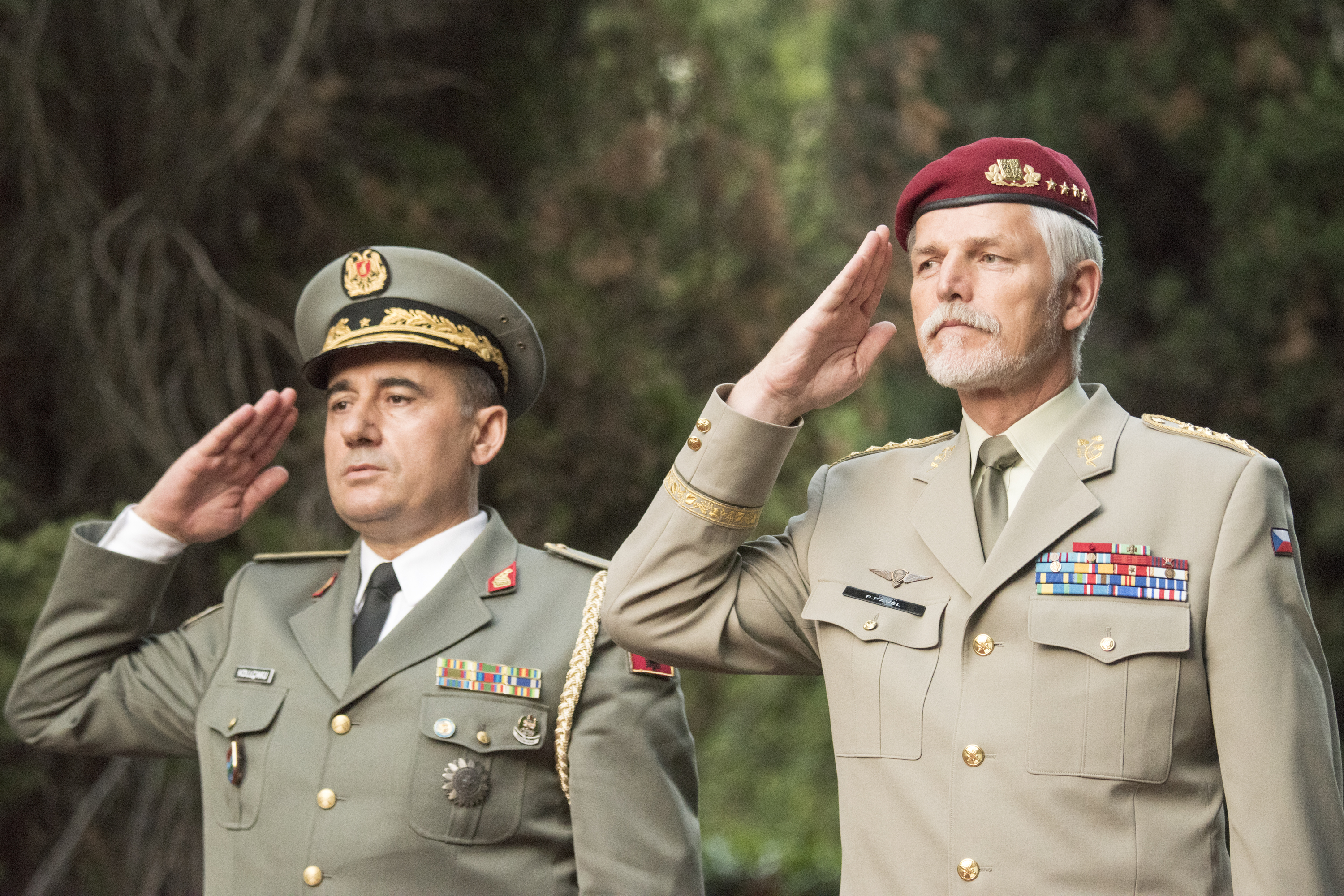
Bardhyl Kollçaku i Petr Pavel (2017)

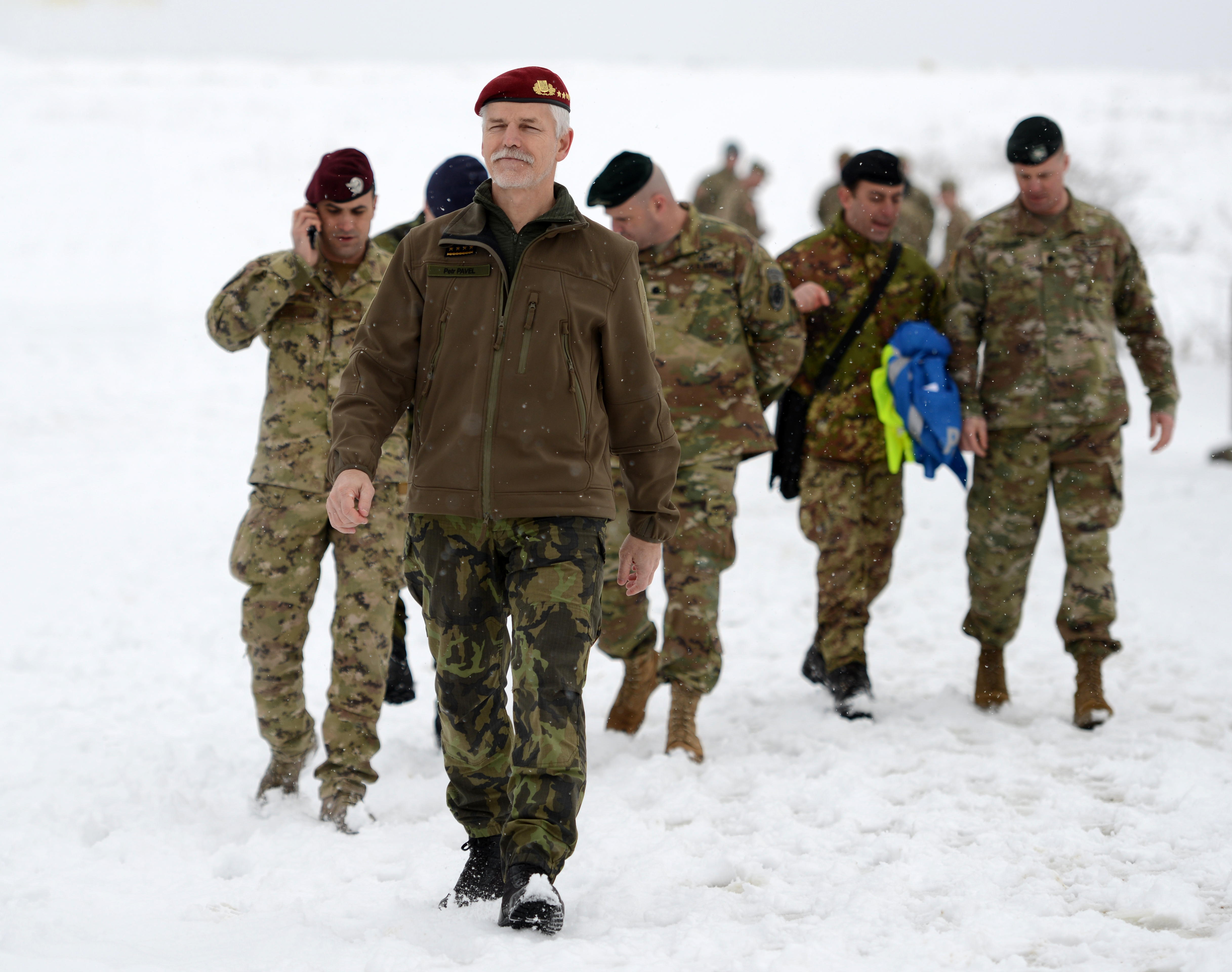
Petr Pavel w bazie Pfullendorf w Niemczech (2016)

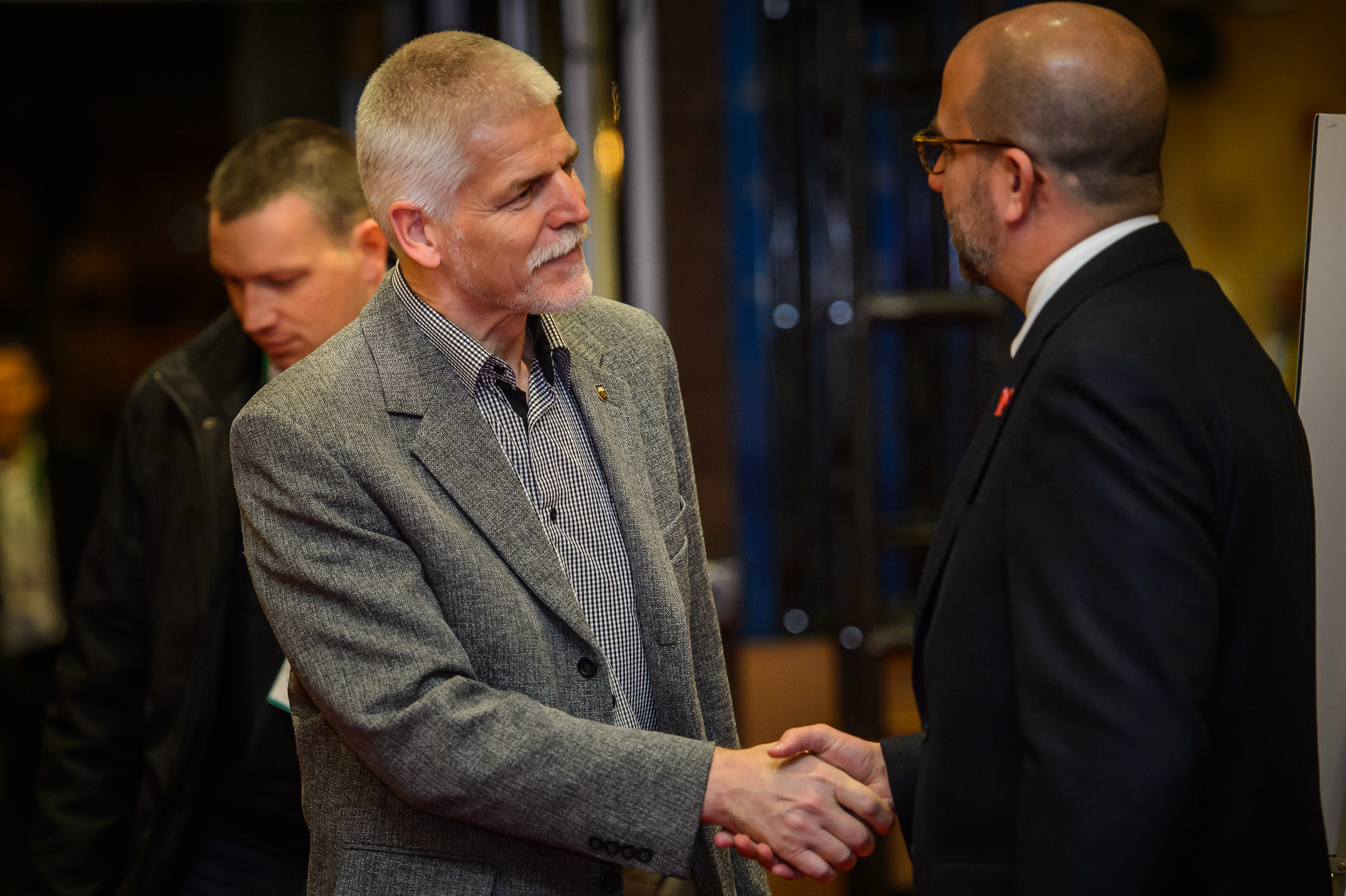
Petr Pavel i Charles Michel (2015)

Petr Pavel (ur. 1 listopada 1961 w Planie) – czeski polityk i wojskowy w stopniu generała armii. Od 2023 prezydent Czech.
Szef Sztabu Generalnego Czeskich Sił Zbrojnych (2012–2015) oraz szef Komitetu Wojskowego NATO (2015–2018). 
Pochodzi z rodziny wojskowej. Po ukończeniu wyższej szkoły wojsk lądowych w 1983 rozpoczął służbę w Czechosłowackiej Armii Ludowej, początkowo w oddziale spadochronowym. W latach 1985–1989 należał do Komunistycznej Partii Czechosłowacji. Po demokratyzacji państwa kontynuował karierę w wywiadzie wojskowym. Odbył także uzupełniającą edukację na uczelniach brytyjskich. W 1993 jako członek misji UNPROFOR w byłej Jugosławii dowodził oddziałem, który uratował 53 francuskich żołnierzy. W kolejnych latach pełnił szereg funkcji dowódczych w ramach czeskiej armii, NATO oraz w strukturach czeskiej dyplomacji. W 2002 otrzymał pierwszą nominację generalską. W 2012 został powołany na szefa Sztabu Generalnego Czeskich Sił Zbrojnych. Od 26 czerwca 2015 jako pierwszy żołnierz z kraju byłego Układu Warszawskiego objął stanowisko szefa Komitetu Wojskowego NATO. Za największe zagrożenie dla Sojuszu uznawał Rosję. Po zakończeniu trzyletniej kadencji przeszedł na wojskową emeryturę, poświęcając się pracy wykładowcy, doradcy i działalności publicznej, a z czasem także politycznej. Pavel wyróżniony jest odznaczeniami, m.in.: Czech, Francji i Stanów Zjednoczonych.
W 2023 wygrał w II turze wybory na prezydenta Czech. Urząd objął 9 marca 2023, zastępując na tym stanowisku Miloša Zemana.

## Życiorys

### Młodość i wykształcenie
Urodził się 1 listopada 1961 w miasteczku Planá w zachodniej Czechosłowacji. Matka, Marie z domu Mojžíšová, pochodziła z rodziny przemysłowców – jej ojciec do zamachu stanu w 1948 prowadził zakład tekstylny zatrudniający około 40 osób. Skończyła wyższą szkołę ekonomiczną w Trutnovie. Ojciec, Josef Pavel (1937–2020), był żołnierzem Czechosłowackiej Armii Ludowej oraz członkiem Komunistycznej Partii Czechosłowacji (KSČ). W wojsku odpowiadał za zwiad elektroniczny, w tym przechwytywanie i analizę wiadomości armii NATO-wskich. Karierę zakończył niedługo po aksamitnej rewolucji w stopniu pułkownika. Rodzice Petra Pavla rozwiedli się w połowie lat siedemdziesiątych.
Uczęszczał do szkoły podstawowej w Kladnie. Po ukończeniu gimnazjum wojskowego im. Jana Žižki z Trocnova w Opawie (1979) kontynuował studia w Wyższej Szkole Wojsk Lądowych w Vyškovie, którą ukończył w 1983 z tytułem inżyniera. W latach 1988–1991 kształcił się także w Akademii Wojskowej im. Antonína Zápotockiego w Brnie. Przebywał na stypendiach w Wielkiej Brytanii: Staff College w Camberley (1995), Royal College of Defence Studies oraz w zakresie stosunków międzynarodowych w King’s College London (M.A., 2005–2006). Opanował angielski, francuski i rosyjski. Bardzo dobra znajomość pierwszego z nich znacznie pomogła mu w karierze, gdyż bezpośrednio po aksamitnej rewolucji był jednym z niewielu oficerów czechosłowackiej armii posiadających tę umiejętność.

### Służba wojskowa
Po studiach rozpoczął karierę w wojskach spadochronowych. Jednym z wymogów zostania członkiem jednostki było wstąpienie do KSČ. W 1983 został kandydatem na członka, a po dwóch latach członkiem Partii. Przewodniczył jednej z komórek zakładowych. W latach 1983–1989 służył w jednostce spadochronowej w Prościejowie. W 1989 Pavel rozpoczął szkolenie w wywiadzie wojskowym, jednak jego członkiem został już po zmianach systemowych. Nie wziął też udziału w żadnej operacji Armii Ludowej przed demokratyzacją państwa w wyniku aksamitnej rewolucji. Po 1989 był między innymi asystentem byłego więźnia reżimu komunistycznego, generała Radovana Procházki. Do 1993 służył w wywiadzie wojskowym demokratycznej już Czechosłowacji. W styczniu 1993, wówczas w stopniu podpułkownika, w ramach misji UNPROFOR w chorwackiej Krajinie dowodził 29-osobowym oddziałem, który uratował 53 francuskich żołnierzy z bazy Karin (dwóch zginęło, a kilku zostało rannych, zanim Czesi zdążyli dotrzeć) oblężonych i odciętych w strefie między Chorwatami a Serbami przez serbskie oddziały paramilitarne „Tygrysy Arkana” Željka Ražnatovića. W 2012 został za to wyróżniony najwyższym francuskim odznaczeniem – Legią Honorową.
Od 1993 do 1994 był attaché lotniczym w czeskiej ambasadzie w Brukseli. Następnie na dwa lata wrócił do wywiadu wojskowego. W 1996 został adiutantem szefa Wywiadu Wojskowego. Rok później objął dowództwo brygady sił specjalnych, które pełnił do 1999. Od 1999 do 2002 był adiutantem dyrektora ds. operacji w Sojuszniczym Dowództwie Sił Połączonych NATO w Brunssum. W 2002 pełnił funkcję zastępcy dowódcy dywizji zmechanizowanej. W grudniu 2002, po otrzymaniu pierwszej nominacji generalskiej, objął dowództwo sił specjalnych (2002–2003). Następnie był zastępcą dowódcy połączonych sił (2003–2005).
Podczas inwazji Stanów Zjednoczonych na Irak Pavel pełnił funkcję oficera łącznikowego w Centralnym Dowództwie Sił Zbrojnych USA (CENTCOM) w Tampie oraz w Katarze (styczeń–kwiecień 2003). Oceniał wówczas, że Irak może użyć broni chemicznej przeciwko wojskom państw koalicji. W latach 2006–2007 zastępca dyrektora departamentu ds. operacji w Ministerstwie Obrony Czech. Następnie służył jako zastępca przedstawiciela wojskowego Czech przy Unii Europejskiej w Brukseli (2007–2009) oraz jako czeski przedstawiciel w Naczelnym Dowództwie Sojuszniczych Sił Europy (SHAPE) w Mons (2010–2011).
Od lipca 2011 do czerwca 2012 był zastępcą szefa Sztabu Generalnego Czeskich Sił Zbrojnych. 29 czerwca 2012 prezydent Václav Klaus mianował go szefem Sztabu. Funkcję objął 1 lipca 2012 i sprawował ją do 30 kwietnia 2015.
W lipcu 2014 rząd Bohuslava Sobotki, z poparciem prezydenta Miloša Zemana, wysunął kandydaturę Pavla na funkcję szefa Komitetu Wojskowego NATO, tj. drugiej najważniejszej funkcji w strukturach Sojuszu (po sekretarzu generalnym). Pavel został wybrany na stanowisko 20 września 2014 podczas szczytu w Wilnie; pokonując konkurentów z Grecji i Włoch. Stanowisko objął 26 czerwca 2015, zastępując Duńczyka Knuda Bartelsa. Był pierwszym wojskowym z byłych państw Układu Warszawskiego, który objął najwyższą funkcję wojskową w strukturach Sojuszu Północnoatlantyckiego. Pavel kadencję zakończył 29 czerwca 2018. Trzy miesiące wcześniej został odznaczony komandorią amerykańskiej Legii Zasługi za kierowanie Komitetem Wojskowym NATO podczas „najbardziej wymagającego okresu w najnowszej historii Sojuszu”. Po Pavle stanowisko objął Brytyjczyk Stuart Peach.

### Działalność w latach 2018–2023
Wraz z zakończeniem misji w NATO, przeszedł na wojskową emeryturę. Rozpoczął pracę jako wykładowca i doradca.
Od kilku lat regularnie wymieniany był jako potencjalny kandydat na prezydenta Republiki Czeskiej. Podczas letniej narady Obywatelskiej Partii Demokratycznej (ODS), Unii Chrześcijańskiej i Demokratycznej – Czechosłowackiej Partii Ludowej (KDU-ČSL), TOP 09, Czeskiej Partii Piratów oraz Burmistrzów i Niezależnych (STAN) w 2019 wskazywany był jako najbardziej pożądany wspólny kandydat wymienionych partii w wyborach w 2023. Sam Pavel przez długi czas (np. w wywiadach z 2016 i 2018) z dystansem odnosił się do potencjalnej kariery politycznej, nie wykluczając jej jednak zupełnie. Z czasem (np. w wywiadzie z 2021) zaczął przyznawać, że rozważa start w wyborach.
6 kwietnia 2020 zainicjował ruch „Silniejsi razem” („Spolu silnější”), którego celem jest łączenie ludzi walczących z pandemią koronawirusa. Jedną z przeprowadzonych akcji była zbiórka na rzecz pracujących w szpitalach wolontariuszy – w ciągu kilkunastu dni zebrano milion koron. Część komentatorów politycznych wskazywała na podobieństwa z analogiczną inicjatywą Hillary Clinton poprzedzającą jej kampanię prezydencką z 2016, co można było odczytywać jako początek kampanii prezydenckiej Pavla.

### Udział w wyborach prezydenckich w 2023
29 czerwca 2022 potwierdził, że będzie kandydować w wyborach na prezydenta Czech 13–14 stycznia 2023. Kandydaturę oficjalnie ogłosił 6 września 2022. Finansował ją z darowizn, przy czym od pojedynczego darczyńcy nie przyjmował więcej niż 3 mln koron. Poparcie dla kandydatury Pavla zadeklarowali przedstawiciele czeskiej polityki (w tym samorządowcy), biznesu, kultury, nauki, religii, sportu m.in.: Zlata Adamovská, Stanislav Bernard, Jitka Čvančarová, Jiří Drahoš, Tomáš Halík, Michal Horáček, Jan Hřebejk, Jaroslav Hutka, Daniela Kolářová, Janek Ledecký, Václav Marhoul, Ladislav Miko, Miroslava Němcová, Tomáš Plekanec, Lucie Šafářová, Petr Štěpánek, Zdeněk Svěrák, Milan Šteindler, Ivo Vondrák, Veronika Vrecionová, Xindl X, Tomáš Zdechovský, Michael Žantovský. Poparciu Pavla służyła także założona przez przedsiębiorcę Leona Jakimiča strona „Za společného prezidenta”.
Kampanię prowadził pod hasłem „Przywróćmy Czechom spokój i porządek” („Vraťme Česku řád a klid”). Na spotach wyborczych i plakatach przedstawiał się jako „generał Pavel”. Sięgał po pozytywne hasła przywrócenia godności urzędu prezydenckiego i nawiązywał do przesłania Václava Havla o zwycięstwie „prawdy nad kłamstwem”. Charakterystycznym elementem jego wizerunku stały się flanelowe koszule, w których często pojawiał się podczas spotkań z wyborcami. Budował w ten sposób obraz „człowieka z ludu”.
Dla zarejestrowania kandydatury zebrał 81 250 podpisów (z wymaganych 50 000). W ocenie Transparency International z 5 stycznia 2023 kampania Pavla została oceniona na 2,7, co oznaczało drugą notę co do przejrzystości po Danuše Nerudovej. Była także uznawana jako najuczciwsza pod kątem ilości dezinformacji. Bezpośrednio przed wyborami jego strona padła ofiarą rosyjskich hakerów.
Istotne wątpliwości ze strony mediów i opinii publicznej podczas kampanii wywołała kwestia komunistycznej przeszłości Pavla. We wrześniu 2022 niespójności w jego wypowiedziach wykazał historyk Petr Blažek. Pavel twierdzenia Blažka określił jako kłamstwa, przy czym nie wskazał, gdzie się rozmijał z prawdą. Pavel w wypowiedziach określał swoje członkostwo w KSČ jako błąd, który odpokutował przez kolejne 33 lata. Według oświadczenia lustracyjnego z 1992 nie był współpracownikiem StB. Paradoksalnie członkostwo w KSČ mogło mieć pozytywny wpływ na kampanię Pavla, umacniając jego wizerunek „jednego z nas”.
I turę wyborów wygrał, uzyskując 35,40% głosów, co dało mu wynik lepszy o 0,41 p.p. od drugiego Andreja Babiša, z którym zmierzył się w II turze (27–28 stycznia 2023). Poparcia Pavlovi przed II turą udzieliło czworo z pozostałych kandydatów: Danuše Nerudová, Pavel Fischer, Marek Hilšer i Karel Diviš oraz premier Petr Fiala. Podczas debaty telewizyjnej z Babišem przed II turą najwięcej emocji wzbudziły odpowiedzi na pytanie o ewentualność wysłania czeskich żołnierzy w razie napaści na Polskę lub państwa bałtyckie. Babiš stwierdził, że by nie wysłał, Pavel z kolei zapewnił, że dopełniłby sojuszniczych zobowiązań. Po debacie dodatkowo zadeklarował, że w razie wyboru na prezydenta w drugą podróż zagraniczną uda się do Polski (pierwsza zwyczajowo odbywa się na Słowację).
W II turze zwyciężył, otrzymując 3 358 926 głosów (58,32%), wobec 2 400 271 dla Babiša (41,67%) przy frekwencji 70,25%.

### Prezydent Czech

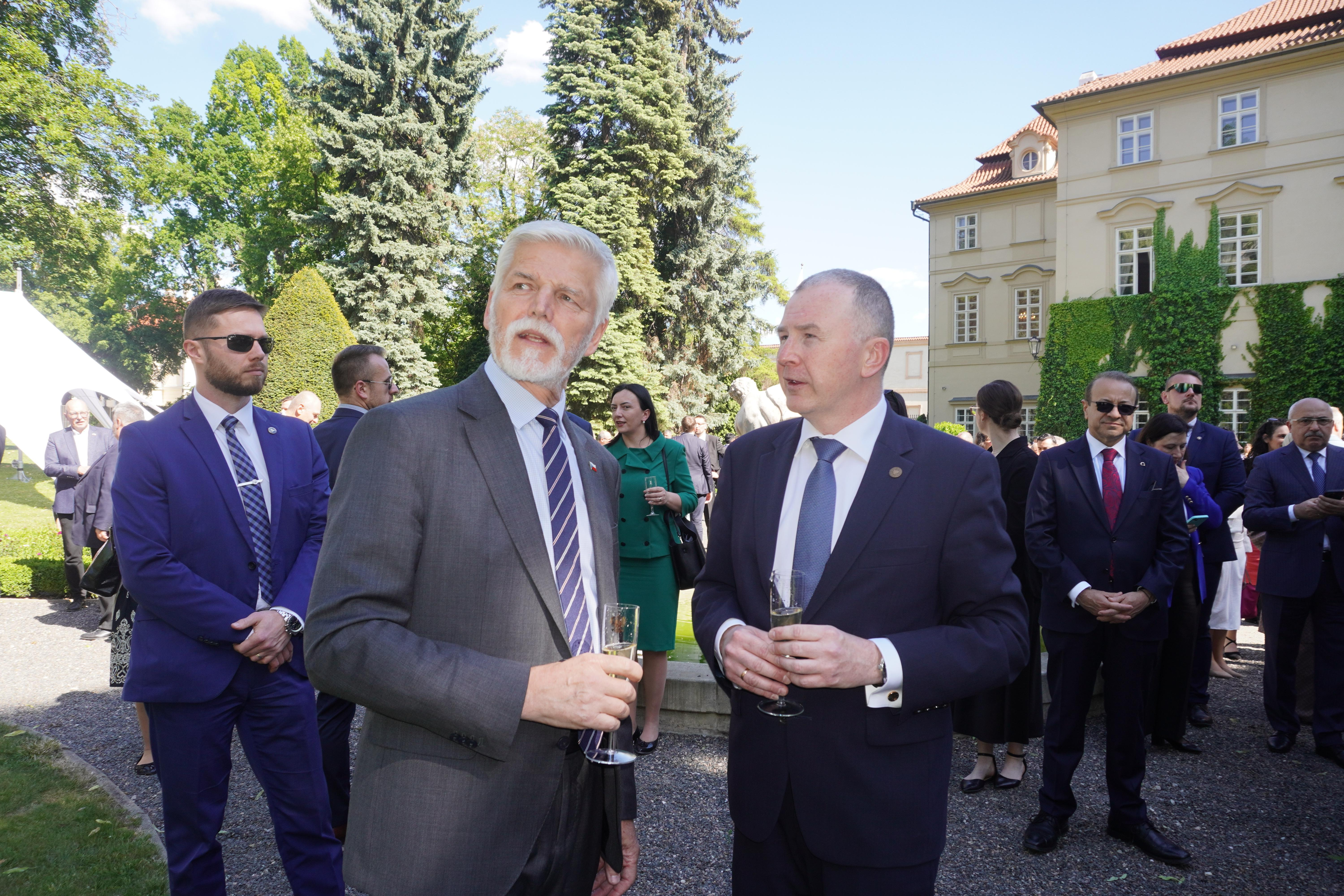
Prezydent Petr Pavel z ambasadorem Mateuszem Gniazdowskim podczas uroczystości w Ambasadzie RP w Pradze (2024)

Petr Pavel urząd Prezydenta Czech objął 9 marca 2023, zastępując na tym stanowisku Miloša Zemana, którego mandat wygasł 8 marca 2023 o godz. 24:00. Zaprzysiężony został ok. 14:15 w sali władysławowskiej Zamku Praskiego.
Zgodnie z deklaracjami z kampanii wyborczej, w pierwszą zagraniczną wizytę udał się na Słowację (13–14 marca 2023), zaś w drugą do Polski (16–17 marca 2023).
Po objęciu stanowiska przez Pavla zaufanie do urzędu prezydenta wzrosło wśród Czechów z 38% do 58%. Według opublikowanych na początku czerwca 2023 wyników badań, zaufanie do Pavla deklarowało 59% Czechów.

## Życie prywatne

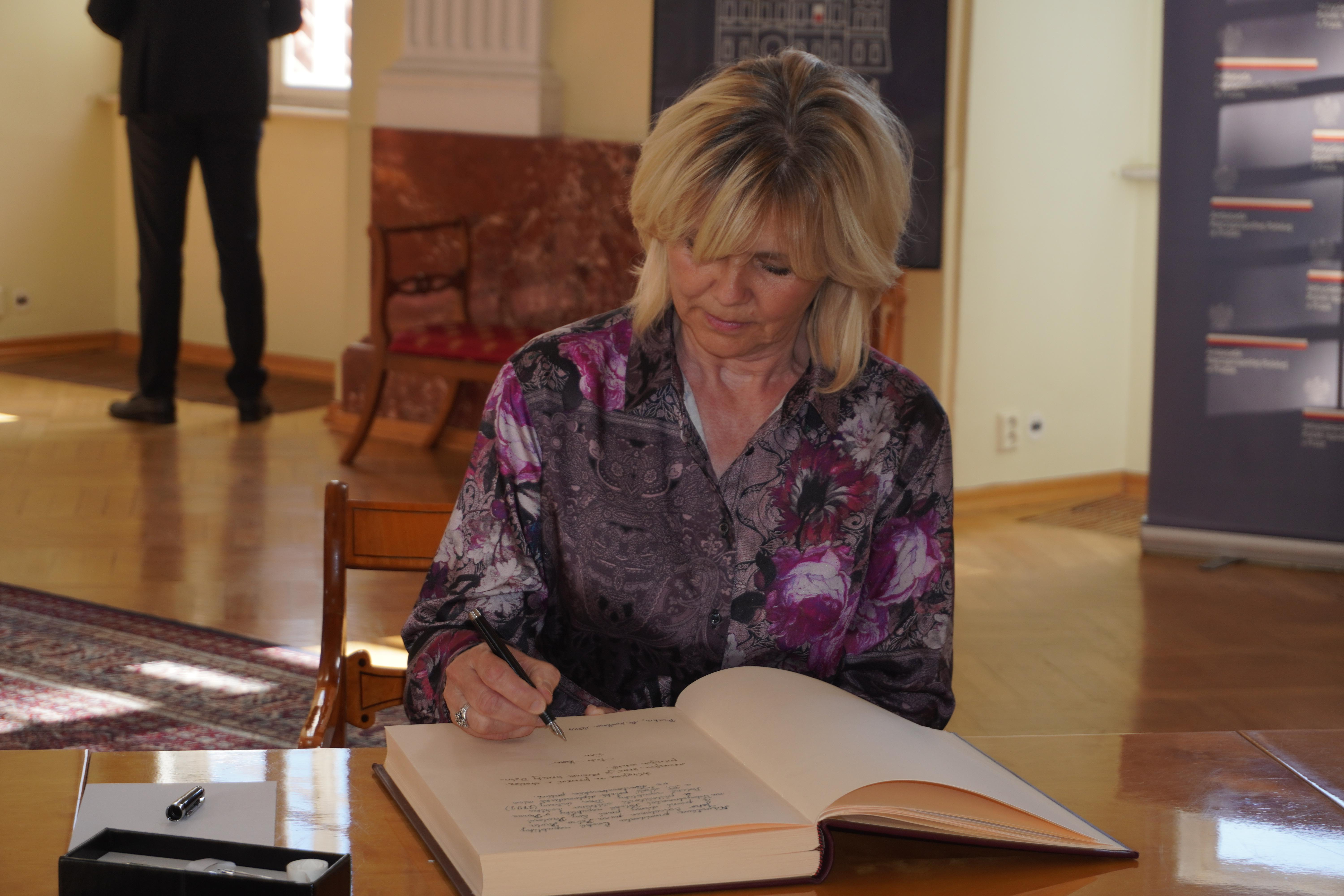
Eva Pavlová dokonuje wpisu do księgi pamiątkowej Ambasady RP w Pradze (2024)

W latach 1986–2001 jego żoną była Hana Pavlová. Ma z nią dwóch synów: Jana (ur. 1990) i Petra (ur. 1993). W 2004 w Ołomuńcu wziął ślub z Evą z domu Zelená, będącą oficerem lotnictwa w stopniu podpułkownika. Wychowywał także córkę drugiej żony z jej pierwszego małżeństwa, Evę (ur. 1992). Eva i Petr Pavlowie mają łącznie czworo wnucząt. Od około 2012 mieszka wraz z żoną pod górą Říp we wsi Černouček w północno-zachodnich Czechach.
Jako zainteresowania podaje: podróżowanie, narciarstwo, fotografowanie, literaturę i motocykle. Jeden ze swoich spotów wyborczych oparł na tym, jak czyści swój motocykl Jawa 350/634. W maju 2024 uległ wypadkowi na motorze, po którym został poddany krótkiej obserwacji szpitalnej.
Jest osobą niewierzącą.

## Poglądy
Zmiany klimatu wymieniał jako jedno z głównych zagrożeń już w wywiadzie z 2015, podtrzymując tę opinię także podczas kampanii prezydenckiej. Według wypowiedzi z 2023 w stosunkach z Chinami dopuszczał współpracę w kwestiach gospodarczych i geopolitycznych, jednak bez zabiegania o spotkanie z przywódcą Chin i przy kładzeniu nacisku na kwestię przestrzegania praw człowieka. Po wygraniu wyborów jedną z pierwszych rozmów telefonicznych odbył z prezydent Tajwanu Tsai Ing-wen.
Podczas kampanii prezydenckiej opowiadał się za większą aktywnością Czech w Unii Europejskiej i NATO.
W kwestiach gospodarczych w wywiadzie z 2019 opowiadał się za zwiększoną redystrybucją dochodów, uważając, że bogaci w Czechach powinni płacić wyższe podatki. Jako wzory do naśladowania wskazywał Danię i resztę państw skandynawskich. Podczas kampanii deklarował się jako zwolennik przyjęcia przez Czechy euro.
Wyraził poparcie dla prawa do małżeństwa dla wszystkich bez względu na płeć i prawa do adopcji przez osoby homoseksualne oraz do wprowadzenia eutanazji. Jest przeciwnikiem kary śmierci.
Według relacji Pavla, w wyborach prezydenckich w 2013 głosował na Karela Schwarzenberga, w 2018 w I turze na Pavla Fischera, a w II turze na Jiřego Drahoša. W wyborach parlamentarnych w 2021 oddał głos na koalicję SPOLU.

### Stosunek do Rosji

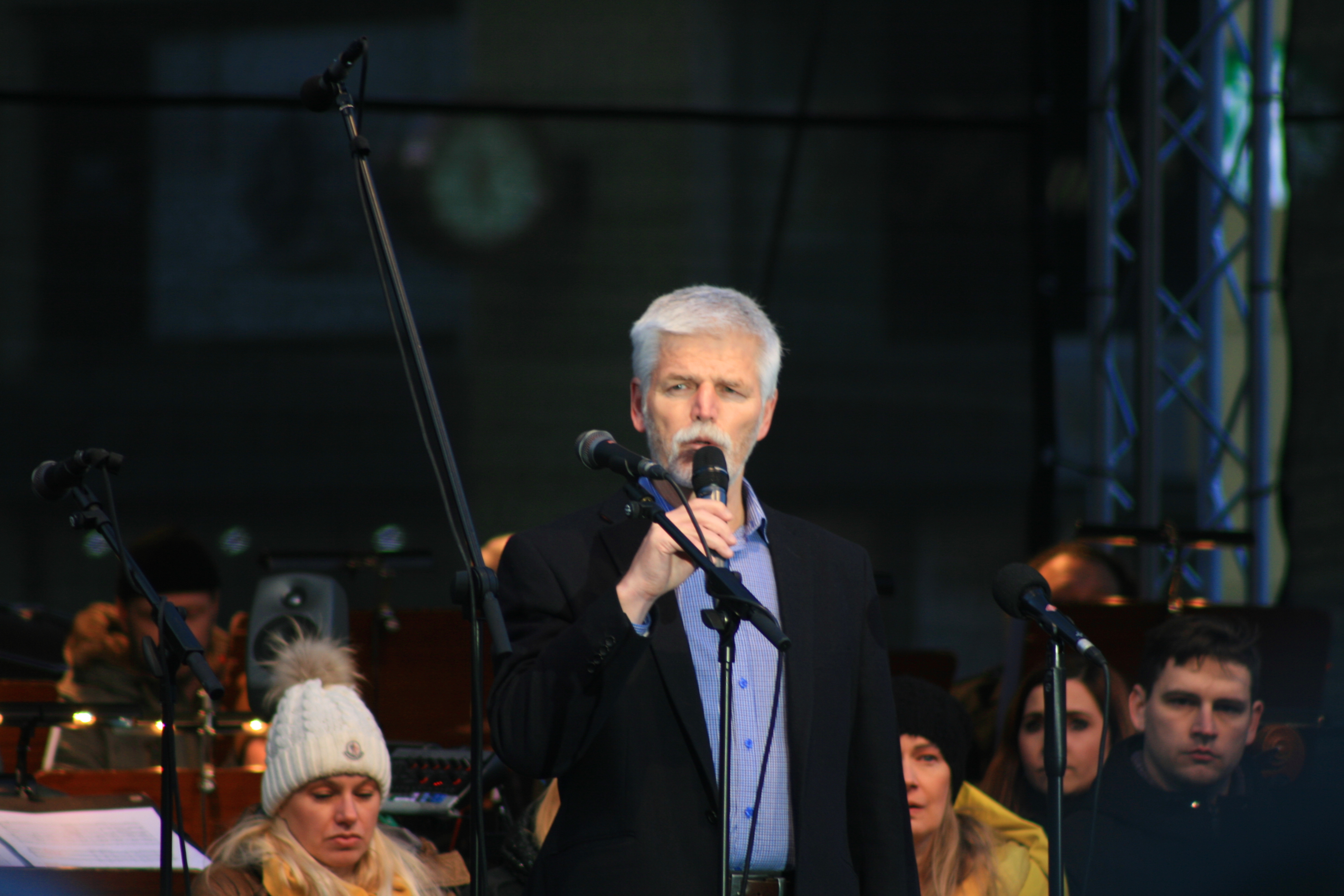
Petr Pavel podczas wiecu poparcia dla Ukrainy w Brnie (2022)

Mimo że kadencja Pavla w strukturach NATO przypadła na wzrost bliskowschodniego radykalizmu i terroryzmu (w tym działalność tzw. Państwa Islamskiego) oraz kryzys migracyjny, ich znaczenie uznawał za przeszacowywane (choć nie bagatelizował ich). Jako główne zagrożenie dla NATO oceniał Rosję ze względu na jej asertywną tendencję do rewizji granic, brak przejrzystości państwa oraz wpływanie na opinię publiczną w państwach NATO poprzez dezinformację. W wywiadzie z 2014 ostrzegał też przed jego zdaniem niebezpiecznym dla Czech poglądem znacznej części opinii publicznej i polityków, wątpiących w rolę Rosji w konflikcie na Ukrainie z 2014, a nawet wyznających teorię, że jest to intryga CIA. Taka postawa mogłaby skutkować utratą przez Czechy wiarygodności w oczach sojuszników i przesunięciem na peryferie decyzyjne w NATO. Jako przykład właściwej postawy wskazywał Polskę, gdzie społeczeństwo i opinia publiczna były zgodne co do roli Rosji oraz konieczności zwiększenia obecności NATO w regionie. Uważał, że reakcja Zachodu wobec aneksji Krymu i zajęcia Donbasu była nie dość zdecydowana.
Poparcie dla sankcji wobec Rosji potwierdzał także po inwazji na Ukrainę w 2022. W sierpniu 2022 oceniał, że Ukraina nie będzie mieć dostatecznych środków na pełne wyparcie Rosjan, w tym z Krymu, nawet mimo wsparcia Zachodu. Niemniej popierał dostawy broni dla Ukrainy i jej członkostwo w Unii Europejskiej. W grudniu 2022 zaś uznał, że Ukraina ma szansę wygrać wojnę i wskazał, że należy kontynuować przekazywanie jej wsparcia, ponieważ ma to wpływ na bezpieczeństwo Czech. Jednocześnie oceniał, że z samą Rosją należy rozmawiać. Jej upadek byłby niekorzystny, ponieważ oznaczałby destabilizację mocarstwa atomowego. Podczas debaty przed I turą wyborów w 2023 normalizację stosunków z Rosją uzależniał od ułożenia przez nią relacji z jej sąsiadami, w tym uznanie ich suwerenności.

## Awanse
- 1 grudnia 2002 – generał brygady (jednogwiazdkowy)[4]
- 8 maja 2010 – generał major (dwugwiazdkowy)[80]
- 8 maja 2012 – generał porucznik (trzygwiazdkowy)[81]
- 8 maja 2014 – generał armii (czterogwiazdkowy)[82]

## Odznaczenia

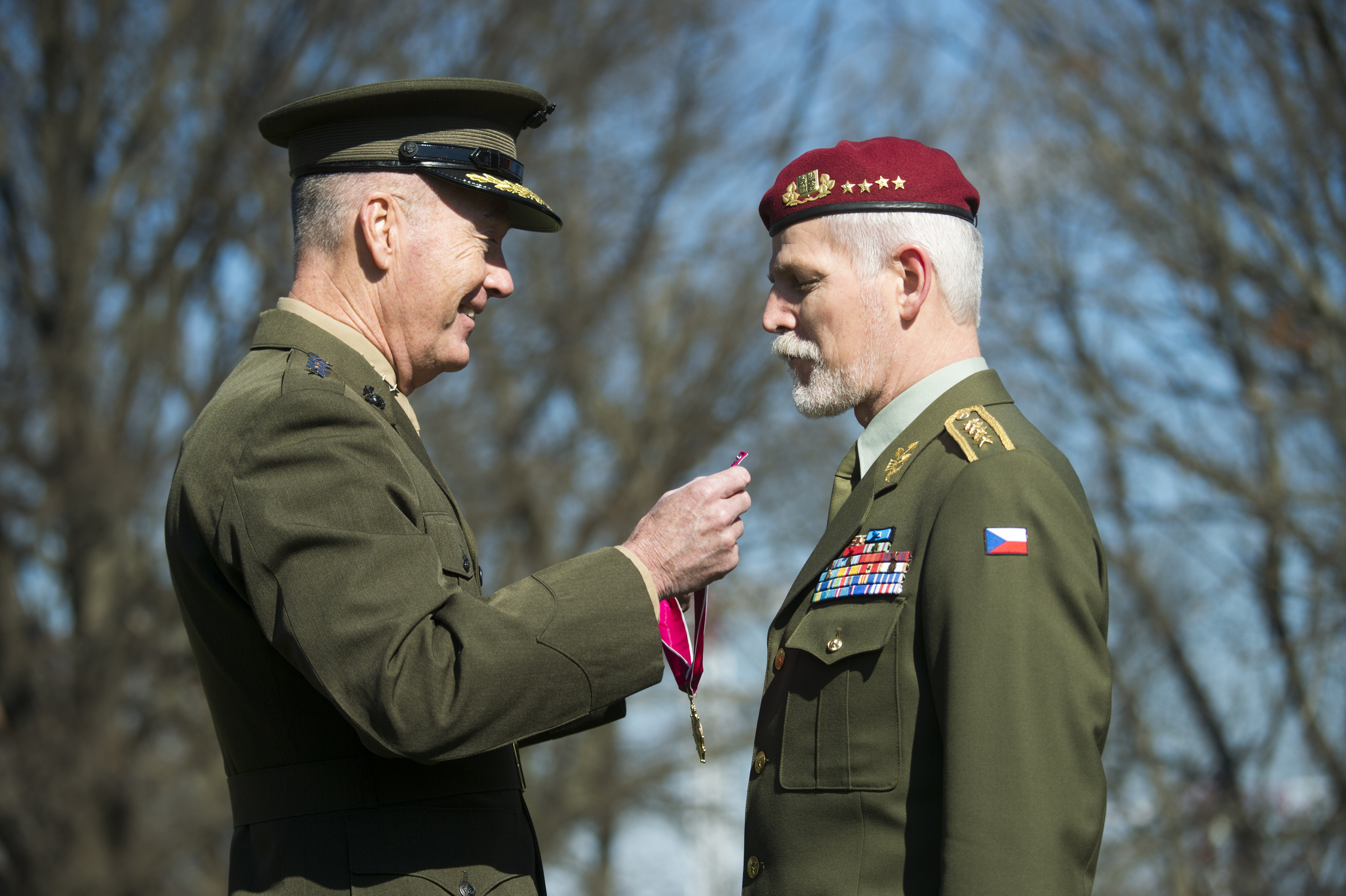
Wręczenie Petrowi Pavlowi amerykańskiego Medalu Zasługi (2018)

- Order Lwa Białego I klasy z Łańcuchem – 2023 (ex officio – na czas sprawowania urzędu prezydenta)[83]
- Order Tomáša Garrigue Masaryka I klasy – 2023 (ex officio – na czas sprawowania urzędu prezydenta)[83]
- Medal za Zasługi dla Ojczyzny(inne języki) (1988, Czechosłowacja)[84]
- Honorowa Odznaka Pamiątkowa Za Służbę dla Pokoju(inne języki) (Czechy)[85]
- Medal Za Służbę w Siłach Zbrojnych Republiki Czeskiej I Stopnia z symbolem „XX” (Czechy)[4]
- Medal Za Służbę w Siłach Zbrojnych Republiki Czeskiej I, II, III Stopnia (Czechy)[4]
- Krzyż Zasługi Ministra Obrony(inne języki) II i III klasy (Czechy)[4]
- Medal „Kuwejt” za Służbę za Granicą Ministra Obrony III klasy (Czechy)[4]
- Medal „Bojowa misja” za Służbę za Granicą Ministra Obrony III klasy (Czechy)[4]
- Medal Za Bohaterstwo (1995, Czechy)[85][86]
- Krzyż Obrony Państwa Ministra Obrony Republiki Czeskiej (2018, Czechy)[87][88]
- Odznaka Honorowa Sił Zbrojnych Republiki Czeskiej III Stopnia Za Zasługi (Czechy)
- Honorowa Odznaka Pamiątkowa ‘50 lat NATO’ (Czechy)
- Odznaka Pamiątkowa 'NATO 1999-2004' (Czechy)
- Honorowa Odznaka Pamiątkowa '50. Rocznica Utworzenia Czechosłowackich Wojsk Spadochronowych’ (Czechy)
- Medal Karela Kramářa (Czechy)
- Medal Pamiątkowy Ministra Obrony Republiki Słowackiej I Stopnia (Słowacja)[potrzebny przypis]
- Medal Pamiątkowy 20. Rocznicy Utworzenia Sił Zbrojnych Republiki Słowackiej
- Komandor Legii Zasługi (2018, Stany Zjednoczone)[17]
- Oficer Legii Honorowej (2012, Francja)[12]
- Komandor Orderu Zasługi (Francja)[87]
- Krzyż Waleczności Wojskowej z brązową gwiazdą (1993, Francja)[89][90]
- Honorowa Odznaka „Święty Jerzy” I stopnia Ministra Obrony Narodowej (2017, Bułgaria)[91]
- Krzyż Wielki Orderu Korony (2018, Belgia)[87][88]
- Medal ONZ za misję UNPROFOR[potrzebny przypis]
- Krzyż Dobrosąsiedztwa – Zjednoczony Gabinet Przejściowy Białorusi, 2024[92]

## Publikacje książkowe
- Vladimír Mertlík, Petr Pavel, V první linii. Armádní generál Petr Pavel, wyd. Vydání první, Praha 2019, ISBN 978-80-200-2996-6, OCLC 1119100259 (cz.). Brak numerów stron w książce
- Jolana Voldánová, Petr Pavel, Generál Pavel. V rozhovorech s Jolanou Voldánovou., wyd. Vydání první, Praha 2022, ISBN 978-80-242-8538-2, OCLC 1357140786 (cz.). Brak numerów stron w książce